# Wilbur « Dud » Bascomb
Wilbur « Dud » Bascomb, né le 16 mai 1916 à Birmingham (Alabama), mort le 25 décembre 1972 à New York, est un trompettiste de jazz.

## Carrière
Après des études à la Lincoln grammar school de Birmingham, il entre en 1932 dans l'orchestre les Bama state collegians dirigé à New York par Erskine Hawkins. Le groupe se produit à l'Apollo et au Savoy. En 1944, il fonde avec son frère un sextet puis un grand orchestre. Il joue de juin à novembre 1947 dans l'orchestre de Duke Ellington, puis il forme un quintette au début des années 1950 avec son frère et Lou Donaldson. Ce quintet se produit au Tyler's chicken shack à Rahway. Il part en 1963 en tournée au Japon avec le saxophoniste Sam Taylor et en Europe avec le Celebrity club orchestra dirigé par Buddy Tate en 1969-1970 et participe en même temps et jusqu'à sa mort en 1972 aux orchestres de revues ou de comédies musicales à Broadway.

## Discographie
- Duke Ellington the chronological 1946-1947 vol.1051 Classics
- Duke Ellington the chronological 1947 vol.1086 Classics